# Antal Szalay
Antal Szalay (ur. 12 marca 1912, zm. 1960), węgierski piłkarz, pomocnik i trener piłkarski. Srebrny medalista MŚ 38. Długoletni zawodnik Újpestu.
Piłkarzem Újpestu został na początku lat 30. i szybko stał się ważną częścią zespołu. Czterokrotnie zdobywał tytuł mistrza Węgier (1931, 1933, 1935, 1939). W 1939 triumfował w Pucharze Mitropa. W reprezentacji Węgier zagrał 24 razy. Debiutował w 1933, ostatni raz zagrał w 1939. Brał udział w MŚ 34 i wystąpił w jednym meczu. Podczas MŚ 38 zagrał w trzech spotkaniach, w tym w przegranym finale z Włochami.
Po zakończeniu kariery sportowej został trenerem.